# Jean Schmidt (théologien)
Pour les articles homonymes, voir Schmidt et Jean Schmidt.
Ne doit pas être confondu avec Johann Friedrich Julius Schmidt ou Johannes Schmidt.
Jean Schmidt (ou Johann, Johannes, Schmidius), né le 20 juin 1594 à Bautzen (Saxe) et mort le 27 août 1658 à Strasbourg, est un théologien protestant luthérien, professeur à la faculté de théologie protestante de Strasbourg et président du convent ecclésiastique.

## Publication
- In prophetas minores commentarius. In tres posteriores prophetas commentarius, Leipzig : Richter, 1687.